# سردیس تزئینی

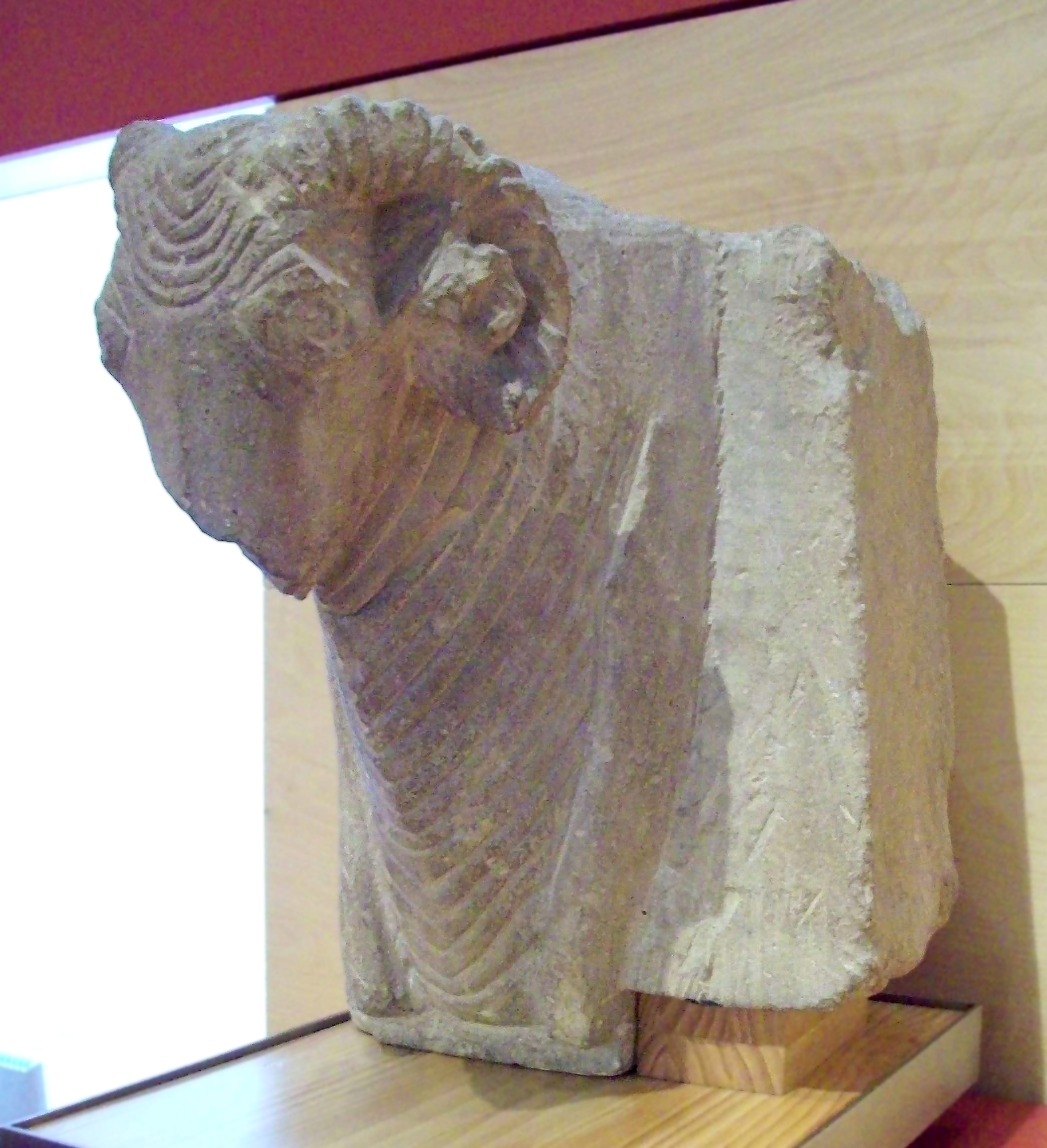
سردیس تزئینی ایبریایی از یک قوچ، از قرن ۳ یا ۲ قبل از میلاد.

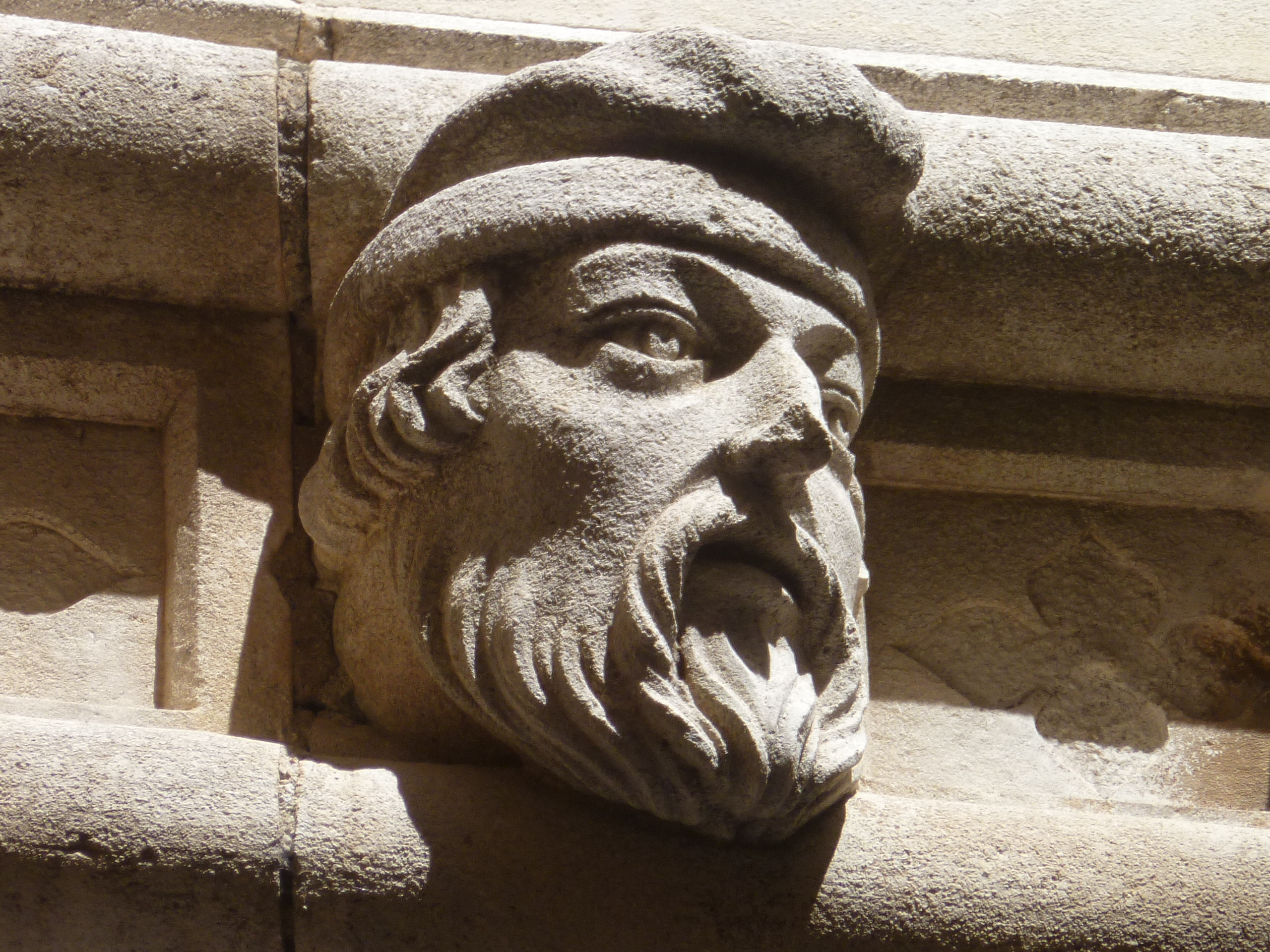
سردیس تراشیده شده بر روی کلیسای جامع یاکوب مقدس در شیبِنیک، کرواسی؛ تراشیده شده در سدهٔ ۱۵ توسط یورای دالماتیناتس

سَردیس تزئینی (انگلیسی: Protome) یک عنصر تزئینی است که در معماری، مجسمه‌سازی و سفالگری باستانی، به ویژه در ایران و یونان باستان، استفاده می‌شده است. این عنصر به شکل سر و قسمت بالایی بدن انسان یا حیوان طراحی می‌شده و اغلب برای تزئین بناها، ستون‌ها و ظروف سفالی به کار می‌رفته است.
سردیس‌های تزئینی اغلب به عنوان تزئینات معماری، به ویژه در سرستون‌ها، افریزها و کتیبه‌ها استفاده می‌شدند. همچنین در مجسمه‌سازی و سفالگری نیز کاربرد داشتند.
این سردیس‌ها می‌توانستند نمادهای مختلفی داشته باشند، از جمله قدرت، شجاعت، خرد یا زیبایی. در برخی موارد، سردیس‌های تزئینی نمایانگر خدایان یا قهرمانان اساطیری بودند.
سردیس‌های تزئیتی معمولاً به شکل سر و گردن یا سر، گردن و بخشی از سینه انسان یا حیوان ساخته می‌شدند. این سردیس‌ها از مواد مختلفی مانند سنگ، فلز، سفال یا چوب ساخته می‌شدند.

## نمونه‌های معروف
سردیس‌های گاو در تخت جمشید: سرستون‌های عظیم کاخ آپادانا در تخت جمشید با سردیس‌های گاو تزئین شده‌اند که نمادی از قدرت و شکوه شاهنشاهی هخامنشی هستند.
- سردیس‌های شیر در شوش: در کاخ داریوش بزرگ در شوش، سردیس‌های تزئینی شیر به عنوان نگهبانان دروازه‌ها و نمادی از قدرت و اقتدار شاهنشاهی به کار رفته‌اند.
- سردیس‌های شیردال در هنر یونانی: شیردال، موجودی افسانه‌ای با سر عقاب و بدن شیر، در هنر یونانی به عنوان نمادی از قدرت و نگهبانی به تصویر کشیده می‌شده و سردیس‌های تزئینی شیردال نیز در تزئینات معماری و سفالگری یونانی دیده می‌شوند.